# Skäggmanslaget
Skäggmanslaget är en svensk spelmanstrio från Delsbo i Hälsingland. De medverkade bland annat i låten Hon kom över mon som man gjorde tillsammans med gruppen Contact år 1970. Contact medverkade även på "Gråtlåten" på Skäggmanslagets första LP.
Medlemmar i trion var från 1969 till 1974 fiolspelmännen Thore Härdelin (d.y.), Wilhelm Grindsäter och Petter Logård. Skäggmanslaget splittrades vid 1970-talets slut och har därefter samspelat utan Logård, som ersättare för Logård har Johan Ask och senare, numera avlidne Sten Nygårds, varit med. Numera ingår Bengt Lindroth som var med och startade Skäggmanslaget redan 1967 tillsammans med Gert Ohlsson och Wilhelm Grindsäter men de två förstnämnda var inte med under 70-talet. Skäggmanslaget har aldrig gjort uppehåll utan spelat då och då under alla år.

## Diskografi

### Album
- 1970 – Pjål, Gnäll och Ämmel
- 1971 – Snus, Mus och Brännvin
- 1973 – Kniviga låtar tillägnade länsman i Delsbo
- 1974 – På Jakt efter Skäggmanslaget
- 1975 – Gammeldans på Skansen (tillsammans med Delsbopojkarna)
- 2017 – Jämnt skägg och odödliga låtar

### Singlar
- 1970 – Hon kom över mon (med Contact)